# Скрытый враг
«Скрытый враг» или «Скрытые» (англ. The Hidden) — фантастический фильм-триллер 1987 года режиссёра Джека Шолдера. В главных ролях снимались Кайл Маклахлен и Майкл Нури. В российских кинотеатрах в 1990-х шёл в дубляже от студии «Хлопушка» под названием «В чужом теле».

## Сюжет
Сержант Томас Бек (Майкл Нури) расследует странную серию преступлений — в последнее время в городе совершенно безобидные и неконфликтные люди вдруг превращаются в беспринципных отморозков, которые совершают серию жестоких убийств и вооружённых грабежей. При аресте они оказывают такое вооружённое сопротивление, что в конечном итоге сами же погибают. Последним таким человеком становится Джек Девриз (Крис Малки), ограбивший 8 банков и 6 магазинов и при этом жестоко убивший 12 человек и ранивший  ещё 23. После ограбления очередного банка полиция преследует его и, наконец, загоняет в засаду. Однако, несмотря на бешеную перестрелку полицейских, Девриза выводит из строя только взрыв его машины, а сам он с многочисленными ранами и ожогами попадает в больницу Святого Иосифа, где доктора разводят руками: раны Девриза не совместимы с жизнью, но он всё равно жив, хотя и в коме. В больнице Девриз внезапно приходит в себя, после чего из его рта вылезает странное слизнеподобное существо, которое залезает в рот его соседу по палате — лежащему в коме после инфаркта Джонатану Миллеру (Уильям Бойетт), — а сам Девриз после этого умирает. Миллер же через какое-то время приходит в себя и сбегает из больницы, сразу же начав действовать: грабит аудиомагазин (где крадёт магнитофон) и автосалон (где крадёт «Феррари»), параллельно оставляя позади себя трупы тех, кто пытался ему сопротивляться. Закусывая однажды в кафе он видит по телевизору репортаж о грядущем визите в город сенатора Холта (Джон МакКанн), кандидата в президенты.  
Тем временем к Беку приставляется прибывший из Сиэтла агент ФБР Ллойд Галлахер (Кайл Маклахлен), который заявляет, что ищет Девриза, потому что тот убил его напарника. Узнав о том, что Девриз помещён в больницу, он спешит туда, но застает лишь труп Девриза и пустую койку Миллера. Его поведение кажется Беку очень странным: Галлахер, крайне путанно объясняя суть своего дела, заявляет, что теперь им придётся выслеживать Миллера. Хотя сам Галлахер говорит Беку, что Девриз и Миллер якобы были сообщниками, Бек понимает, что он врёт, но пока следует его советам. Позже вечером он приглашает Галлахера поужинать у него дома с его женой Барбарой (Кэтрин Кэннон), где Галлахер снова демонстрирует странности: для начала он испытывает странное чувство, увидев дочь Бека Джули (Кристен Клэйтон), и сама Джули аналогично испытывает при виде его странное чувство (позже он скажет её родителям, что она «очень особенная»), затем за самим ужином выясняется, что Галлахер совершенно не умеет пить алкоголь, из-за чего ему быстро становится плохо. Он очень сложно отвечает на вопросы относительно того, где родился и вырос, но всё же сообщает, что у него были жена и дочь, которых «убил тот же, кто убил его напарника».  
В тот же вечер Миллер заявляется в стриптиз-клуб, где монстр из его тела переселяется в стриптизёршу Бренду (Клаудия Кристиан). Бренда скрывается, попутно убивая в ходе секса случайно подвернувшегося парня и угоняя его машину. В ходе погони Бек и Галлахер настигают Бренду и вступают с ней в перестрелку, в процессе которой Бек становится свидетелем совсем уж странных вещей: им удаётся загнать Бренду на крышу местного магазина, но при этом Бренда, получив множество пулевых ранений, остаётся совершенно невредима. Уже на крыше она неожиданно обращается к Галлахеру (который в тот момент достаёт странное, похожее на пистолет, устройство) так, словно хорошо с ним знакома, и, сказав, что «она не выйдет», прыгает вниз, разбиваясь насмерть. Однако монстр перебирается в оказавшуюся рядом собаку лейтенанта полиции Мастерсона (Кларенс Фэлдер). Бек призывает Галлахера к ответу, но тот отказывается давать какие-либо объяснения, говоря, что это не поможет Беку поймать того, кого они ищут, и тогда Бек приказывает его арестовать. Галлахер спокойно на это реагирует. Той же ночью Беку сообщают, что на его запрос в ФБР пришёл ответ: Ллойд Галлахер погиб месяц назад в районе Сиэтла в ходе одного из лесных пожаров, а человек, выдающий себя за Галлахера, — его напарник Роберт Стоун (тоже считающийся погибшим, но его тело не было найдено). 
Бек решает допросить «Галлахера» и тот рассказывает ему фантастическую историю: Девриз, Миллер, Бренда и остальные стали жертвами инопланетного монстра, за которым он 9 лет ведёт охоту. Беку эта история кажется нелепой и «Галлахер» отправляется назад в камеру. Тем временем монстр перебирается из собаки Мастерсона в самого Мастерсона и на следующее утро он приходит в участок за «Галлахером». Параллельно местный эксперт случайным выстрелом из, как оказалось, лучевого пистолета «Галлахера» разбивает стену участка, чем вызывает большой переполох. «Мастерсон» берёт в заложники Бека и требует отвезти его к «Галлахеру», попутно упоминая их перестрелку с «Брендой», из-за чего Бек с ужасом понимает, что «Галлахер» говорил правду. Ему удаётся оторваться от «Мастерсона» и вернуть оружие «Галлахеру». В последовавшей затем перестрелке выясняется, что «Галлахер» на самом деле правоохранитель Алхаг с планеты Альтаир, на которой монстр убил его напарника и семью, и что модуляция оружия «Галлахера» может убить монстра только тогда, когда он вне тела носителя.  
В конечном итоге «Мастерсон» убит, но монстр успевает перебраться в тело детектива Уиллиса (Эд О’Росс), который затем направляется на встречу с сенатором Холтом, устраивая перестрелку и добираясь до своей цели, ранив при этом Бека. «Галлахер», вооружившийся конфискованным у одного из задержанных самодельным огнеметом, бросается на выступление сенатора. Несмотря на огонь охранников и полученные раны, он добирается до сенатора, сжигая его тело. Когда из обгоревшего трупа, наконец, выбирается монстр, «Галлахер» уничтожает его из своего оружия. Позже в больнице госпитализированный «Галлахер» видит, как в коридоре убивается Барбара, потому что Бек в предсмертной коме. Тогда «Галлахер» переселяется в него аналогичным способом, но здесь показывается, что он представляет собой другую сущность — некое энергетическое существо. Врачи находят пришедшего в сознание Бека и мёртвое тело «Галлахера». В финальном кадре Бек, у которого теперь сознание «Галлахера», протягивает руку Джули и та берёт её в ответ.

## В ролях
| Актёр            | Роль                                            |
| ---------------- | ----------------------------------------------- |
| Кайл Маклахлен   | агент ФБР Ллойд Галлахер / Роберт Стоун / Алхаг |
| Майкл Нури       | детектив Томас Бек                              |
| Клаудия Кристиан | Бренда Ли Ван Бурен                             |
| Кларенс Фелдер   | лейтенант Джон Мастерсон                        |
| Клу Гулагер      | лейтенант Эд Флинн                              |
| Эд О’Росс        | детектив Клифф Уиллис                           |
| Уильям Бойетт    | Джонатан Миллер                                 |
| Ричард Брукс     | детектив Санчес                                 |
| Ларри Седар      | Брэм                                            |
| Кэтрин Кэннон    | Барбара Бек                                     |
| Джон Маккэнн     | сенатор Холт                                    |
| Крис Малки       | Джек Девриз                                     |
| Лин Шэй          | Кэрол Миллер                                    |
| Джеймс Луизи     | продавец «Феррари»                              |
| Дэнни Трехо      | заключённый                                     |

Кайл Маклахлен был утверждён буквально накануне начала съёмок. Он не поладил с Майклом Нури, и, хотя им обоим очень понравился сценарий, на прослушивании оба заявили, что согласны сниматься, но только не вместе. Клаудия Кристиан утверждает, что продюсеры сочли её грудь визуально несоответствующей, и поэтому все её костюмы в фильме были сделаны с расчётом на то, чтобы подчеркнуть её сексуальность.

## Награды и номинации

### Награды
Фестиваль фантастического кино в Сиджесе, 1987:
- Лучшая мужская роль (Майкл Нури)
- Приз международного жюри критиков

Фестиваль фантастического кино в Авориазе, 1988 — Гран-при
Фестиваль «Fantasporto», 1988 — Лучшая режиссура (Джек Шолдер)

### Номинации
Фестиваль фантастического кино в Сиджесе, 1987 — Лучший фильм
Премия «Сатурн», 1988:
- Лучший научно-фантастический фильм
- Лучшая режиссура (Джек Шолдер)
- Лучший сценарий (Джим Кауф)
- Лучшая мужская роль (Майкл Нури)

Фестиваль «Fantasporto», 1988 — Лучший фильм 

## Критика
По данным портала Rotten Tomatoes, 77 % из 22 исследованных критических рецензий положительно оценили фильм, средний балл — 6.9/10. По мнению обозревателя журнала Variety, «Скрытый враг» это хорошо сконструированный триллер, который под конец становится «совершенно обычной научной фантастикой». Роджер Эберт в рецензии для Chicago Sun-Times поставил фильму 3 звезды из 4, назвав его «удивительно эффектным».